# Guardia costiera (serie televisiva)
Guardia costiera (Küstenwache) è una serie televisiva tedesca, prodotta dal 1997 al 2016 dalla Opal-Filmproduktion per la ZDF.
Della serie sono state 17 stagioni, per un totale di 299 episodi, a cui va aggiunto un episodio pilota. Tra i protagonisti, figurano Rüdiger Joswig, Julia Bremermann, Elmar Gehlen, Michael Kind, Andreas Arnstedt, Ralph Kretschmar, Stefanie Schmid, Aline Hochscheid, Sabine Petzl, Annekathrin Bach, Max Florian Hoppe ed Andreas Dobberkau.

## Descrizione
Protagonista della serie è una squadra della guardia costiera tedesca, di stanza a Neustadt, che pattuglia le coste lungo il Mar Baltico a bordo dell'Albatros II. A capo della squadra vi è il Capitano Holger Ehlers.

## Produzione e backstage
La serie è girata tra Neustadt, nello Schleswig-Holstein, e l'isola di Rügen, nel Meclemburgo-Pomerania Anteriore

## Distribuzione
In Germania la serie è trasmessa dalla ZDF: la prima puntata andò in onda il 19 aprile 1997. In Italia, dove la serie veniva
trasmessa su Rai 2 in fascia pomeridiana dal lunedì al venerdì, sono stati acquistati gli episodi a partire dalla nona stagione, girata nel 2006. La serie è andata in onda per la prima volta martedì 5 giugno 2012.

## Episodi
| Stagione                 | Episodi    | Prima TV Germania | Prima TV Italia |
| ------------------------ | ---------- | ----------------- | --------------- |
| Prima stagione           | Pilot + 13 | 1997              |                 |
| Seconda stagione         | 10         | 1999              |                 |
| Terza stagione           | 12         | 2000              |                 |
| Quarta stagione          | 12         | 2001              |                 |
| Quinta stagione          | 10         | 2002              |                 |
| Sesta stagione           | 12         | 2003              |                 |
| Settima stagione         | 13         | 2004              |                 |
| Ottava stagione          | 15         | 2005              |                 |
| Nona stagione            | 9          | 2006              |                 |
| Decima stagione          | 21         | 2006-2007         |                 |
| Undicesima stagione      | 21         | 2007-2008         |                 |
| Dodicesima stagione      | 27         | 2008-2009         |                 |
| Tredicesima stagione     | 24         | 2009-2010         |                 |
| Quattordicesima stagione | 26         | 2010-2011         |                 |
| Quindicesima stagione    | 26         | 2011-2012         |                 |
| Sedicesima stagione      | 26         | 2013-2014         |                 |
| Diciassettesima stagione | 22         | 2014-2016         |                 |